# أمال طنب
آمال طنب أو أمال طنب (1960 -) هي مغنية لبنانية، وشقيقة المغنيتين فاديا طنب ورونزا طنب

## مسيرتها
طنب"، أحدي عضوات الفرقة الموسيقية اللبنانية "تريو أوريانت".
قدمت آمال مع أخواتها العديد من الأغاني والحفلات علي المستويين المحلي والعالمي، وذلك من خلال فريق "تريو أورينت Trio Orient" أول فريق نسائي غنائي في الشرق الأوسط. آمال أكبر أخواتها سناً، نوعت في أغانيها بين الدبكة والموشحات والتراث ولكن في إطار حديث، قدمت العديد من الأغاني بشكل منفرد، بالإضافة إلي الأغاني والألبومات الغنائية الكثيرة التي قدمتها برفقة شقيقتيها، الغالبية العظمي من أعمالها الفنية عبارة عن ترانيم دينية بالإضافة إلي بعض الاغاني الرومانسية والوطنية.
من اغانيها: "أقبل الفجر" كلمات والحان جوزيف حنا من ألبوم نهر الحنان 1982م، لها ايضاً ألبوم غنائي بعنوان "إذا صلينا" وقدمت من خلاله حوالي (10) ترانيم ، ولها أيضاً البوم آخر تحت مسمي" هللي يا محبة" وقدمت من خلاله (20) ترنيمة.
لها أغنية مميزة في عيد الام وهي " أمي أنا عمري صغبر" والتي قدمتها مع الطفلة "كلارا" ابنة شقيقها وقد تم تكريمها في هذه المناسبة من قبل لجنة رواد الشرق، وتم تكريمها ايضاً بذهبية النسخة الأولي من برنامج "استوديو الفن" عام 1973م.

## وصلات خارجية
- آمال طنب على موقع ديسكوغز (الإنجليزية)